# Władysław Giergiel
Władysław Roman Giergiel (ur. 29 września 1917 w Krakowie, zm. 17 października 1991 we Wrocławiu) – polski piłkarz i trener, reprezentant Polski.

## Życiorys
W reprezentacji narodowej rozegrał jeden mecz. 19 lipca 1947 w Warszawie wystąpił w przegranym meczu z Rumunią (1:2).
Z Wisłą Kraków wywalczył dwukrotnie wicemistrzostwo Polski (1947, 1948) oraz mistrzostwo Polski w 1949.
W 1950 zakończył karierę piłkarską i został trenerem. Prowadził m.in. Wawel Kraków, Zawiszę Bydgoszcz, Polonię Gdańsk, Ślęzę Wrocław, Zagłębie Wałbrzych, Śląsk Wrocław (W 1964 r. wprowadził drużynę WKS Śląsk do I ligi), Górnika Zabrze, Górnika Wałbrzych, Motor Lublin, Hutnika Kraków, Narew Ostrołęka, Piasta Nowa Ruda i Chicago Eagles – juniorzy.